# جوناثان كولمان
جوناثان كولمان (بالإنجليزية: Jonathan Coleman)‏ هو سياسي نيوزلندي، ولد في 23 سبتمبر 1966 في نيوزيلندا. حزبياً، نشط في الحزب الوطني في نيوزيلندا. وقد انتخب عضو مجلس النواب النيوزيلندي عن دائرة Northcote (New Zealand electorate) ‏ وقد انضم خلال فترته النيابية ‏ للكتلة البرلمانية الحزب الوطني في نيوزيلندا وانتخب عضو مجلس النواب النيوزيلندي عن دائرة Northcote (New Zealand electorate) ‏ وقد انضم خلال فترته النيابية ‏ ( – 15 أبريل 2018) للكتلة البرلمانية الحزب الوطني في نيوزيلندا.

## وصلات خارجية
- الموقع الرسمي